# Ан Жјанг
Ан Жјанг (виј. An Giang) је једна од 58 покрајина Вијетнама. Налази се у региону Делта Меконга. Заузима површину од 3.536,8 km². Према попису становништва из 2009. у покрајини је живело 2.142.709 становника. Главни град је Long Xuyên.